# 道の駅酒谷
道の駅酒谷（みちのえき さかたに）は、宮崎県日南市にある国道222号の道の駅である。2016年、国土交通省の「平成28年度 住民サービス部門 モデル『道の駅』」に認定された:1。

## 施設
- 駐車場：68台[4]
  - 普通車：63台[4]
  - 大型車：3台[4]
  - 身障者用：2台[4]
- トイレ（いずれも24時間利用可能）
  - 男：5器[5]（大 2器、小 3器[要出典]）
  - 女：3器[5]
  - 身障者用：2器[5]
- 公衆電話[5]
- 公衆FAX[5]
- 郵便ポスト[5]（日南郵便局[要出典]）
- レストラン「せせらぎの里」[注 1][5]
- 物産館[5]
- 展望台
- いきいき炭窯[6]

## 休館日
- 1月1日[1]

## アクセス
日南ダムの畔にある。
- 国道222号 - 登録路線[1]

## 周辺
- 酒谷川
- 坂元棚田（日本の棚田百選）[1] - Google Map リンク
- 小布施の滝
- 日南ダム
- 酒谷キャンプ場
- あじさいロード
- 大谷石橋
- 酒谷城跡
- 小松山(989m) - Google Mapリンク